# Низкие (Вологодская область)
Низкие — деревня в Шекснинском районе Вологодской области.
Входит в состав сельского поселения Угольского, с точки зрения административно-территориального деления — в Угольский сельсовет.
Расстояние по автодороге до районного центра Шексны — 28 км, до центра муниципального образования Покровского — 8 км. Ближайшие населённые пункты — Леоново, Глуповское, Савинское, Максимовское, Большое Ивановское, Покровское.
По переписи 2002 года население — 9 человек.